# Leo Pavlát

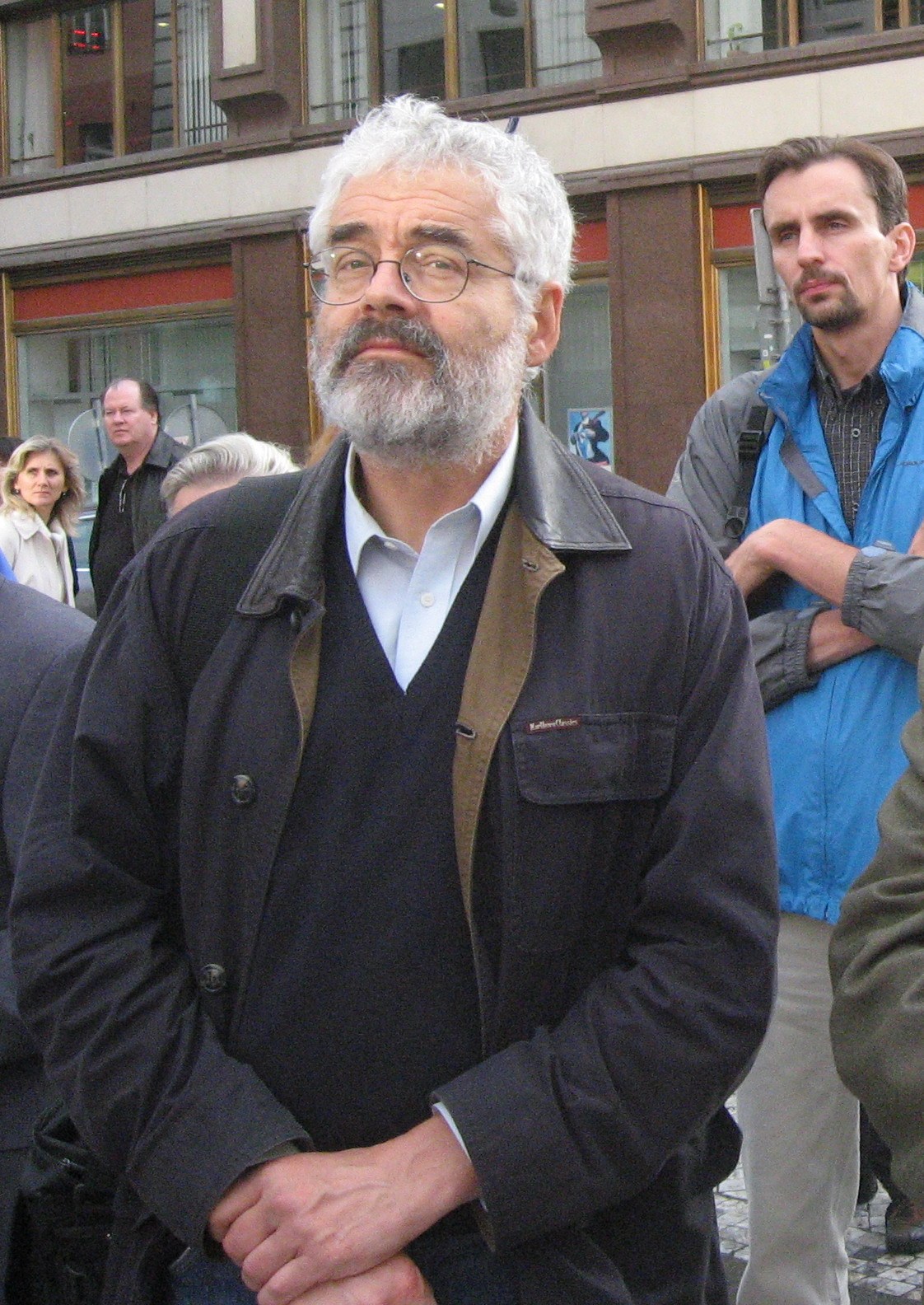
Leo Pavlát, 2007

Leo Pavlát (* 9. Oktober 1950 in Prag, Tschechoslowakei) ist ein tschechischer Journalist, Diplomat, Museologe, Kinder- und Sachbuchautor.

## Leben
Pavlát besuchte bis 1966 die Grundschule und anschließend die weiterführende Mittelschule (Střední všeobecně vzdělávací škola), wo er 1969 das Abitur machte. Nach seinem Abitur studierte Pavlát bis 1974 an der journalistischen Fakultät der Karls-Universität. 1976 promovierte er dort auf dem Gebiet der Geschichte des Journalismus.
Ab dem Ende der 1970er Jahre engagierte er sich in der inoffiziellen jüdischen Gemeinde Prags, die von der herrschenden sozialistischen Regierung als „subversives, zionistisches Element“ betrachtet wurde.
Von 1974 bis 1975 leistete Pavlát seinen Militärdienst. Von 1975 bis 1990 arbeitete er als Fachredakteur beim Albatros-Verlag. Von 1990 bis 1994 ging er als 2. Sekretär der tschechischen Botschaft nach Tel Aviv, Israel. Von 1994 bis 2023 war Pavlát Direktor des Jüdischen Museums in Prag. Als seine Nachfolgerin wurde am 20. Oktober 2022 Pavla Niklová berufen. Sie trat ihr Amt am 1. Juli 2023 an und hat es für fünf Jahre inne.

## Forschungsinteressen, Anliegen und Engagement
Zunächst forschte Pavlát über Literatur jüdischer Autoren und über Literatur zu jüdischen Themen, die in tschechischer Sprache und später in französischer Sprache veröffentlicht wurden. Ab dem Ende der 1970er Jahre übersetzte er religiöse Texte zu jüdischen Traditionen und Bräuchen. Diese Übersetzungen erschienen im Bulletin und in den Jahrbüchern des Rates der Jüdischen Religionsgemeinschaften.
Pavlát forscht über jüdische Kultur und Geschichte. Sein besonderes Interesse gilt dem Phänomen Antisemitismus in der Vergangenheit, während der kommunistischen Herrschaft und auch in der Gegenwart bei der Politischen Linken und in der Europäischen Union. Zu diesen Themen gestaltet er Radiosendungen, hält Vorträge und schreibt Artikel.
Seit 1995 war Pavlát Redakteur der zweimonatlichen halbstündigen Radiosendung der jüdischen Gemeinde Prag Šalom alejchem über jüdische Gegenwart und Geschichte. Diese Sendung wurde bis 2015 von Český rozhlas Regina ausgestrahlt. Dann wurde sie unter demselben Namen von allen tschechischen Regionalsendern fortgesetzt und wöchentlich für 15 Minuten gesendet. 2023 hatte Tomáš Töpfer die Leitung. Die Inhalte wurden von Noemi Fingerlandová und Leo Pavlát erstellt. Außerdem arbeitet er für das Bildungsprogramm von Český rozhlas Vltava und für die tschechische Redaktion der BBC.
Pavlát ist Berater der Ronald S. Lauder Foundation in Tschechien.
Pavlát unterstützte Jiří Fiedler und Arno Pařík bei ihrer Dokumentation der jüdischen Stätten in Böhmen und Mähren und dem Aufbau der Enzyklopädie der jüdischen Gemeinden in Böhmen und Mähren. Nach der Ermordung Fiedlers im Jahr 2014 schrieb Pavlát zusammen mit anderen ein Erinnerungsbuch über Jiří Fiedler: Archivist on a Bicycle: Jiří Fiedler.

## Familie
Pavlát wuchs im Prag der Nachkriegszeit bei seiner Mutter auf. Seine Mutter überlebte als Einzige der Familie den Holocaust im KZ Auschwitz-Birkenau und anderen Konzentrationslagern. Pavlát ist verheiratet und hat zwei Töchter.

## Bücher (Auswahl)
- Ruth Ellen Gruber, Arno Pařík, Leo Pavlát, Mark Talisman, Samuel D. Gruber, Dušan Karpatský, Helen Epstein, Paul King, Wilma Iggers: Archivist on a Bicycle: Jiří Fiedler, Plunkett Lake Press, 2015 online
- Leo Pavlát: Co je a není zázrak, Baobab, 2013, ISBN 978-8087060797
- Leo Pavlát, Arno Pařík: Židovská Praha, NLN – Nakladatelství Lidové noviny, 1991, ISBN 80-7106-027-5, deutsch: Das jüdische Prag, 2002, ISBN 80-85608-54-5
- Vladimír Sadek, Jiřina Šedinová, Anita Franková, Leo Pavlát, Alexandr Putík, Jiří Fiedler: Židé. Dějiny a kultura, Židovské muzeum, 2001, ISBN 80-85608-43-X
- Vojtěch Blodig, Otomar Krejča, Helena Krejčová, Jan Munk, Petr Lhotka, Leo Pavlát: Téma: Holocaust. Informační materiál pro učitele na základních a středních školách, Ústav pro informace ve vzdělávání v nakladatelství Tauris, 2000
- Rutka Laskier, Anna Pilátová, Leo Pavlát (Herausgeber): Deník. Leden – duben 1943. Rut Laskierová. Aus dem polnischen Original übersetzt von Anna Pilátová, Prag, Academia, 2009 ISBN 978-80-200-1706-2
- Leo Pavlát (Herausgeber), Miloš Pojar: Hilsnerova aféra a česká společnost 1899–1999, Prag, 1999, ISBN 80-85608-28-6
- Leo Pavlát: Bible Stories, Sunburst Books, 1993, ISBN 978-1857780284
- Leo Pavlát: Jüdische Märchen, mit Illustrationen von Jirí Behounek, übersetzt von Helena Weisová-Tomanová, Dausien, 1989, ISBN 978-3768455404, auch in tschechischer, englischer (ISBN 978-0856137846) und französischer (ISBN 978-2700028935) Sprache verfügbar
- Leo Pavlát: Osm světel, 1992, Albatros, ISBN 80-00-00089-X
- Leo Pavlát: Tajemství knihy, 1988, Albatros

## Artikel (Auswahl)
- Leo Pavlát: Golem židovský a nežidovský: k typologii golemovských příběhů. In: Židovská ročenka, Prag, Federace židovských obcí v České republice, 2014, S. 65–72.
- Leo Pavlát, Vladimír Sadek, Miroslav Kárný, Jiřina Šedinová, Anita Franková, Alexandr Putík, Jiří Fiedler: Antisemitismus – nejsetrvalejší zášť v dějinách lidstva und Židovské tradice a zvyky Kapitel in Židé – dějiny a kultura. Prag, Židovské muzeum, 2005, ISBN 978-80-86889-59-7
- Leo Pavlát: Židovské muzeum v Praze a jeho úloha při výzkumu holokaustu a odhalování snah o jeho dezinterpretaci. In: Terezínské listy: sborník Památníku Terezín, Prag, 2005, S. 28–35.
- Leo Pavlát: Výuka o holocaustu v českých školách in Fenomén holocaust (The holocaust phenomenon.) Sborník mezinárodní vědecké konference. Praha - Terezín, Prag, 2000, S. 41–43
- Leo Pavlát: Persekuce Židů jako historický fakt in Židé v novodobých dějinách, Prag, 1997, S. 125–146
- Leo Pavlát: Antisemitismus – nejsetrvalejší zášť v dějinách lidstva. Prag, Židovské muzeum v Praze, 1997
- Leo Pavlát: The Jewish Museum Once Again in Judaica Bohemiae, Prag, 1996, S. 4–6

## Radiosendungen und YouTube-Vorträge und -Interviews von und mit Leo Pavlát (tschechisch, Auswahl)
- Leo Pavlát: Milovník češtiny Pavel Eisner, tschechischer Rundfunk, 2. Juli 2023  online
- Leo Pavlát: Potulné kořeny Ruth Bondyové, tschechischer Rundfunk, 18. Juni 2023  online
- Leo Pavlát: Osudy Leo Pavláta, 3. Teil, insgesamt 5 Teile, tschechischer Rundfunk, 14. Juni 2023 online
- Leo Pavlát: Ke Dni přeživších šoa, tschechischer Rundfunk, 4. Juni 2023 online
- Český rozhlas Plus: Leo Pavlát: Hnutí ANO přineslo to nejhorší od listopadu 1989, jsem rád, že došlo ke změně auf YouTube, 13. Oktober 2021, abgerufen am 5. Juli 2023.
- SUPRAPHON: Leo Pavlát: Osm světel - Židovské příběhy a pohádky (Arnošt Goldflam, Jan Potměšil, Jaroslav Kepka) auf YouTube, 8. Dezember 2020, abgerufen am 5. Juli 2023.
- Český rozhlas Plus: Leo Pavlát: Guardian, BBC a CNN jsou nevyvážená média, jejich zpravodajství je protiizraelské auf YouTube, 19. März 2019, abgerufen am 5. Juli 2023.
- Český rozhlas Plus: Pro a proti: Jaderná smlouva s Íránem auf YouTube, 10. Mai 2018, abgerufen am 5. Juli 2023.
- Český rozhlas Plus: Leo Pavlát: Zkratky zůstávají lidem v paměti a pak může dojít k naprostému zmatení pojmů auf YouTube, 2. Februar 2018, abgerufen am 5. Juli 2023.
- Jew's news: Leo Pavlát: Člověk musí to nejvyšší hledat v sobě auf YouTube, 6. März 2017, abgerufen am 5. Juli 2023.
- ADS ČVUT: PhDr. Leo Pavlát: Židovství ve 21. století auf YouTube, 1. Juni 2014, abgerufen am 5. Juli 2023.
- IIR Prague: Leo Pavlát a Pavel Barša - Židovství, Izrael, Blízký východ, antisemitismus auf YouTube, 13. März 2013, abgerufen am 5. Juli 2023.
- Volím Karla Schwarzenberga: Leo Pavlát, ředitel Židovského muzea: Volím Karla Schwarzenberga! auf YouTube, 3. Dezember 2012, abgerufen am 5. Juli 2023.